# Teras
Na mitologia grega, Teras ou Tera (Θήρας), filho de Autesião, neto de Tisâmeno, bisneto de Tersandro e tataraneto de Polinices, é um herói de origem tebana, fundador da cidade de Thira na ilha homônima. Pelos cálculos de Pierre Henri Larcher, ele teria nascido em 1214 a.C.
Era descendente do fenício Cadmo, o fundador da Cadmeia (a acrópole de Tebas), dado que seu tataravô Polinices, filho de Édipo, era bisneto de Cadmo. Foi o tutor dos irmãos gêmeos de sua irmã Argia, Eurístenes e Procles, após a morte de seu marido Aristodemo, rei de Esparta. Durante a minoridade de seus sobrinhos foi regente do trono de Esparta; teve dois filhos chamados Samos e Eólico.
Quando seus sobrinhos chegaram a maior idade e assumiram o poder, não querendo se subordinar a eles, reuniu pessoas das tribos dórias e mínias que os lacedemônios queriam matar por ter escapado da prisão, intercedendo por eles e comprometendo-se a levá-los para fora do país. Theras zarpou com a intenção de formar uma comunidade com os descendentes dos fenícios que junto de seu antepassado Cadmo chegaram em Caliste (Santorini). Segundo Heródoto, Eólico, o filho de Theras não o acompanhou na expedição; Píndaro, que inclui uma tradição diferente, refere-se a alguns égidas deixaram Esparta e acompanharam Theras; Pausânias coincide essencialmente com Heródoto, exceto em duas coisas: em primeiro lugar, a intenção de Theras em ir para a ilha foi ocasionada porque os habitantes locais devido sua linhagem, cederam voluntariamente o trono a ele; em segundo lugar, os mínios que o acompanharam foram expulsos de Lemnos pelos pelasgos.
A ilha de Caliste recebeu o nome de Theras em honra a seu oikistés (colonizador). Observou-se anualmente, mesmo em seu tempo, sacrifícios em sua honra. Seu filho mais velho, Samos, foi com ele para a nova colônia, e teve dois filhos, Telêmaco e Clítio. Telêmaco emigrou para a Sicília, e foi, segundo Píndaro, o ancestral de Terone, tirano de Acragas.
Eólico, se filho mais novo, ficou em Esparta, e teve um filho, Hiréus, que teve três filhos, Mésis, Léas e Europas. Estes três filhos construíram o Heroon de Esparta. Pausânias relata que no Dromo de Esparta havia um santuário de Atena dedicado a Theras na ocasião da colonização. Além disso haviam heroa dedicados a Cadmo e seus descendentes Thera, Eólico e Egeu.